# Adamovské Kochanovce
Adamovské Kochanovce (hongrois : Adamóckohanóc) est un village de Slovaquie situé dans la région de Trenčín.

## Histoire
La première mention écrite du village date de 1332.
Fusion des villages de Adamovce, Kochanovce et Malé Bierovce en 1960.

## Démographie

### Évolution de la population
| Année:               | 1994. | 2004.   | 2014.   | 2024.   |
| -------------------- | ----- | ------- | ------- | ------- |
| Nombre de personnes: | 760   | 784     | 841     | 881     |
| Différence:          |       | +3,15 % | +7,27 % | +4,75 % |

| Année:               | 2023. | 2024. |
| -------------------- | ----- | ----- |
| Nombre de personnes: | 881   | 881   |
| Différence:          |       | +0 %  |